# Morti nel 1995/Maggio
| Questa pagina contiene informazioni ricavate automaticamente dalle voci biografiche con l'ausilio del template Bio e di un bot. L'aggiornamento è periodico e automatico e ricostruisce completamente la pagina. Se manca una persona in questa lista, sei pregato di non aggiungerla, ma accertati piuttosto che la sua voce biografica contenga il template Bio e che i dati anagrafici siano correttamente compilati. Se il template Bio manca, inseriscilo tu stesso o, in alternativa, metti l'avviso {{tmp\|Bio}} che ne segnala la mancanza. Se i dati riportati sono sbagliati, correggi direttamente la voce biografica; le modifiche saranno visibili in questa lista entro pochi giorni. Per chiarimenti vedi il progetto biografie. La lista contiene solo le 125 persone che sono citate nell'enciclopedia e per le quali è stato implementato correttamente il template Bio. Pagina aggiornata al 10 ago 2025. |

- 1º maggio - Ismaël Aït Djafer, poeta algerino (n. 1929)
- 2 maggio - Luciano Anceschi, filosofo e critico letterario italiano (n. 1911)
- 2 maggio - Michael Hordern, attore britannico (n. 1911)
- 2 maggio - Maurizio Rinaldi, direttore d'orchestra italiano (n. 1937)
- 2 maggio - Werner Veigel, giornalista e conduttore televisivo tedesco (n. 1928)
- 4 maggio - Andrej Abramov, pugile sovietico (n. 1935)
- 4 maggio - Murray Barr, medico canadese (n. 1908)
- 4 maggio - Cornelio Fabro, presbitero, teologo e filosofo italiano (n. 1911)
- 4 maggio - Luigi Guandalini, rugbista a 15 italiano (n. 1925)
- 4 maggio - Louis Krasner, violinista statunitense (n. 1903)
- 4 maggio - Giuseppe Maraschini, ingegnere italiano (n. 1910)
- 5 maggio - Anthony Wagner, genealogista inglese (n. 1908)
- 5 maggio - Michail Botvinnik, scacchista e ingegnere sovietico (n. 1911)
- 5 maggio - Giannina Censi, ballerina e coreografa italiana (n. 1913)
- 5 maggio - Ilio DiPaolo, wrestler italiano (n. 1926)
- 5 maggio - Juan Nuño, filosofo venezuelano (n. 1927)
- 5 maggio - Alastair Pilkington, ingegnere, inventore e imprenditore inglese (n. 1920)
- 6 maggio - René Bader, calciatore svizzero (n. 1922)
- 6 maggio - Noel Brotherston, calciatore nordirlandese (n. 1956)
- 6 maggio - Gottfried Haberler, economista austriaco (n. 1900)
- 6 maggio - Luigi Liverzani, vescovo cattolico italiano (n. 1913)
- 6 maggio - Adriano Mantelli, aviatore, militare e imprenditore italiano (n. 1913)
- 6 maggio - Nello Taviani, pittore italiano (n. 1916)
- 6 maggio - Maria Pia di Sassonia Coburgo Braganza, scrittrice portoghese (n. 1907)
- 7 maggio - María Luisa Bemberg, regista cinematografica e sceneggiatrice argentina (n. 1922)
- 7 maggio - Helen Varcoe, nuotatrice britannica (n. 1907)
- 8 maggio - Giacomo Bisiach, liutaio italiano (n. 1900)
- 8 maggio - Knut Gadd, pallanuotista svedese (n. 1916)
- 8 maggio - Bill Spivey, cestista statunitense (n. 1929)
- 8 maggio - Teresa Teng, cantante e attrice taiwanese (n. 1953)
- 9 maggio - Jimmy Raney, chitarrista statunitense (n. 1927)
- 9 maggio - Magda Rurac, tennista romena (n. 1918)
- 9 maggio - Carlo Stradella, calciatore italiano (n. 1921)
- 10 maggio - Giuseppe Antonio Arena, poeta e giurista italiano (n. 1935)
- 10 maggio - Georges Candilis, architetto, ingegnere e urbanista francese (n. 1913)
- 10 maggio - Juan López Mella, pilota motociclistico spagnolo (n. 1965)
- 10 maggio - Gino Piccinin, scacchista italiano (n. 1911)
- 10 maggio - Steffie Spira, attrice austriaca (n. 1908)
- 11 maggio - David Avidan, poeta, pittore e produttore cinematografico israeliano (n. 1934)
- 11 maggio - Evelyn Lincoln, funzionaria statunitense (n. 1909)
- 11 maggio - Giovanni Pellegrini, architetto italiano (n. 1908)
- 12 maggio - Reza Abdoh, regista teatrale e drammaturgo iraniano (n. 1963)
- 12 maggio - Giorgio Belladonna, giocatore di bridge italiano (n. 1923)
- 12 maggio - Ștefan Kovács, allenatore di calcio e calciatore rumeno (n. 1920)
- 12 maggio - Arthur Lubin, regista, produttore cinematografico e attore statunitense (n. 1898)
- 12 maggio - Mia Martini, cantautrice e musicista italiana (n. 1947)
- 12 maggio - Adolfo Pedernera, allenatore di calcio e calciatore argentino (n. 1918)
- 12 maggio - Maria Teresa Riedl, tennista italiana (n. 1937)
- 13 maggio - Roberto Terpin, arbitro di calcio italiano (n. 1943)
- 13 maggio - Wang Hao, matematico, logico e filosofo cinese (n. 1921)
- 14 maggio - Christian Anfinsen, biochimico statunitense (n. 1916)
- 14 maggio - Jean Laurent, calciatore francese (n. 1906)
- 15 maggio - Giuseppe Gagliano, compositore, violoncellista e direttore d'orchestra italiano (n. 1912)
- 15 maggio - Eric Porter, attore britannico (n. 1928)
- 15 maggio - Pia Tassinari, soprano e mezzosoprano italiano (n. 1903)
- 15 maggio - Uoldeàb Uoldemariàm, politico e giornalista eritreo (n. 1905)
- 16 maggio - Red Amick, pilota automobilistico statunitense (n. 1929)
- 16 maggio - Lola Flores, cantante, ballerina e attrice spagnola (n. 1923)
- 16 maggio - Alexander Godunov, ballerino, attore e insegnante sovietico (n. 1949)
- 16 maggio - Gertrude Grob-Prandl, soprano austriaco (n. 1917)
- 16 maggio - Guelfo Nalli, cornista e musicista argentino (n. 1938)
- 17 maggio - Aldo Beorchia, calciatore italiano (n. 1916)
- 17 maggio - Toe Blake, hockeista su ghiaccio e allenatore di hockey su ghiaccio canadese (n. 1912)
- 17 maggio - Leonid Volkov, hockeista su ghiaccio sovietico (n. 1934)
- 18 maggio - Ettore Balma Mion, ciclista su strada italiano (n. 1907)
- 18 maggio - Elisha Cook Jr., attore statunitense (n. 1903)
- 18 maggio - Peter van de Kamp, astronomo olandese (n. 1901)
- 18 maggio - Henri Laborit, medico, biologo e filosofo francese (n. 1914)
- 18 maggio - André-François Marescotti, compositore svizzero (n. 1902)
- 18 maggio - Enzo Masci, giocatore di baseball italiano (n. 1930)
- 18 maggio - Elizabeth Montgomery, attrice statunitense (n. 1933)
- 18 maggio - Åke Nauman, pallanuotista svedese (n. 1908)
- 18 maggio - Dorothy Poynton-Hill, tuffatrice statunitense (n. 1915)
- 18 maggio - Sabine Sinjen, attrice tedesca (n. 1942)
- 19 maggio - Silvio Amadio, regista e sceneggiatore italiano (n. 1926)
- 19 maggio - Giuseppe Costamagna, politico italiano (n. 1924)
- 19 maggio - Trevor Lewis, pallanuotista britannico (n. 1919)
- 19 maggio - Jakov Aleksandrovič Segel', regista sovietico (n. 1923)
- 19 maggio - Andy Shuford, attore e militare statunitense (n. 1917)
- 20 maggio - Maurice Banide, calciatore francese (n. 1905)
- 20 maggio - Rita Boley Bolaffio, artista italiana (n. 1898)
- 20 maggio - Burton Jastram, canottiere statunitense (n. 1910)
- 20 maggio - Florijan Matekalo, calciatore e allenatore di calcio jugoslavo (n. 1920)
- 20 maggio - Andy Poe, attore filippino (n. 1943)
- 21 maggio - Les Aspin, politico statunitense (n. 1938)
- 21 maggio - Mukbile Sultan, principessa ottomana (n. 1911)
- 21 maggio - Lionel Ovesey, psicanalista statunitense (n. 1915)
- 21 maggio - Giuseppe Peruchetti, calciatore, allenatore di calcio e partigiano italiano (n. 1907)
- 21 maggio - Agnelo Rossi, cardinale e arcivescovo cattolico brasiliano (n. 1913)
- 21 maggio - Annie M. G. Schmidt, scrittrice olandese (n. 1911)
- 22 maggio - Carlo Cavalli, politico italiano (n. 1923)
- 22 maggio - Robert Flemyng, attore britannico (n. 1912)
- 22 maggio - Claude Itzykson, fisico francese (n. 1938)
- 22 maggio - Adriano Magi-Braschi, generale italiano (n. 1917)
- 22 maggio - Abelardo Menéndez, schermidore cubano (n. 1928)
- 23 maggio - Ross Flood, lottatore statunitense (n. 1910)
- 23 maggio - Dan Fortmann, giocatore di football americano statunitense (n. 1916)
- 23 maggio - Gavriil Kačalin, calciatore e allenatore di calcio sovietico (n. 1911)
- 24 maggio - Amilcare Pasini, vescovo cattolico italiano (n. 1917)
- 24 maggio - Harold Wilson, politico britannico (n. 1916)
- 25 maggio - Élie Bayol, pilota automobilistico francese (n. 1914)
- 25 maggio - Krešimir Ćosić, cestista e allenatore di pallacanestro jugoslavo (n. 1948)
- 25 maggio - Alberto Minnucci, giornalista italiano (n. 1934)
- 25 maggio - Alice Day, attrice statunitense (n. 1905)
- 25 maggio - Dany Robin, attrice francese (n. 1927)
- 25 maggio - Adelaide Saraceni, soprano argentino (n. 1895)
- 26 maggio - Tony Azito, ballerino e attore statunitense (n. 1948)
- 26 maggio - Friz Freleng, regista e produttore cinematografico statunitense (n. 1906)
- 26 maggio - Edmund Hansen, pistard danese (n. 1900)
- 26 maggio - Bruno Lanfranchi, attore teatrale, regista e comico italiano (n. 1917)
- 26 maggio - Eriprando Visconti, regista e sceneggiatore italiano (n. 1932)
- 27 maggio - Epi Drost, allenatore di calcio e calciatore olandese (n. 1945)
- 28 maggio - Henning Kronstam, ballerino e direttore artistico danese (n. 1934)
- 28 maggio - Daniela Rocca, attrice cinematografica italiana (n. 1937)
- 29 maggio - Margaret Chase Smith, politica statunitense (n. 1897)
- 29 maggio - Glen Selbo, cestista statunitense (n. 1926)
- 30 maggio - Glenn Burke, giocatore di baseball statunitense (n. 1952)
- 30 maggio - Ted Drake, calciatore, allenatore di calcio e crickettista britannico (n. 1912)
- 30 maggio - Antonio Flores, cantautore e attore spagnolo (n. 1961)
- 30 maggio - Giuseppe Sartore, ciclista su strada italiano (n. 1937)
- 30 maggio - Bobby Stokes, calciatore inglese (n. 1951)
- 31 maggio - Stanley Elkin, scrittore statunitense (n. 1930)
- 31 maggio - Robert Lisle Lindsey, biblista statunitense (n. 1917)
- 31 maggio - Eros Sequi, poeta, scrittore e traduttore italiano (n. 1912)
- 31 maggio - Roberto Serone, calciatore italiano (n. 1925)